# 竹田定良
竹田 定良（たけだ さだよし、1738年（元文3年）- 1798年8月5日（寛政10年6月23日））は江戸時代の儒学者、漢学者、教育者。福岡藩の藩儒竹田家の第4代当主。藩校修猷館（東学問稽古所）初代総受持（館長、「教授」とも称される）。初め高畠氏。号は梅廬（ばいろ）。字（あざな）は子俊。通称は助太夫、茂兵衛、茂平。

## 経歴
福岡藩士高畠正方の三男（福岡藩の藩儒竹田家初代当主竹田定直(春庵)の孫（娘の子））として生まれ、実兄の竹田定倫(廓庵)（同じく竹田定澄の養子）の死没により、竹田定澄(蘿亭)の養嫡子となる。1761年（宝暦11年）家督を相続し福岡藩藩儒となる。藩主黒田継高より斉清に至る五君に仕える。竹田家はもともと京都の公卿であり、代々宮廷医を務めていたが、1661年（寛文元年）から福岡藩主黒田家に仕え、その後9代に亘って藩主および藩士に朱子学を講じている。
1783年（天明3年）6月24日、第9代藩主黒田斉隆より藩校創建の命を受け、1784年（天明4年）2月6日、藩校修猷館を開館し初代総受持となる。
この直後、福岡の志賀島で金印が発見され、福岡藩はその月に開校したもう一つの藩校である甘棠館（西学問稽古所）の館長亀井南冥と共に、定良に金印の考証を命じ、南冥は『金印弁』、定良は『金印議』を提出している。
1796年（寛政8年）、黒田家家譜編纂の仕事に専念するため、願い出て、修猷館総受持の職を免ぜられ、長男の竹田定矩(復斎)が第2代修猷館総受持に就任したが、定良はなお教導としてとどまり、学生の指導に当たった。
墓は博多の萬行寺にある。
次男竹田定夫(梧亭)は第3代修猷館総受持、定夫の次男竹田定簡(蕭韵)は第4代修猷館総受持、定夫の三男竹田定猗(謙窓)は第5代修猷館総受持を務めている。

## 竹田家系譜
福岡藩に仕えた第9代までの竹田家の系譜
```
　　　　　　　　　　　　　　　　　　　　
　定直①┳━定澄②━定倫③━定良④┳━定矩⑤━定琮⑦
　　　　┃　　　　　　　　　　　　┃
　　　　┗━某女　　　　　　　　　┗━定夫⑥
　　　　　　┃　┏━定倫（③）　　　　┃
　　　　　　┣━┫　　　　　　　　　　┣━━━要吉
　　　　　　┃　┗━定良（④）　　　　┃
　　　　　　高畠氏　　　　　　　　　　┣━━━定簡⑧
　　　　　　　　　　　　　　　　　　　┃
　　　　　　　　　　　　　　　　　　　┗━━━定猗⑨

```